# Maximilian Mittelstädt
Maximilian Mittelstädt (Berlijn, 18 maart 1997) is een Duits voetballer die doorgaans als linksback speelt. Hij verruilde Hertha BSC in juli 2023 voor VfB Stuttgart. Mittelstädt debuteerde in 2024 in het Duits voetbalelftal.

## Clubcarrière

### Hertha BSC
Mittelstädt speelde in de jeugd bij SC Staaken, Hertha Zehlendorf en Hertha BSC. Hij debuteerde op 2 maart 2016 voor laatstgenoemde club in de Bundesliga, als invaller tegen Eintracht Frankfurt. Hij speelde op 23 april 2016 zijn eerste volledige wedstrijd, tegen Bayern München. Mittelstädt speelde in zijn eerste drie seizoenen in het betaald voetbal sporadisch, vaak ook nog als invaller. Wel maakte hij 2 november 2017 tegen Zorja Loehansk zijn debuut in de UEFA Europa League. Hij speelde drie wedstrijden in die competitie en was in elk van die wedstrijden goed voor een assist.
Coach Pál Dárdai promoveerde hem bij aanvang van 2018/19 tot basisspeler. Hij kwam dat seizoen tot 25 wedstrijden in de Bundesliga, meestal vanaf de aftrap. Hij maakte op 15 december 2018 zijn eerste doelpunt in het eerste elftal. Hij bracht Hertha toen met 0–1 voor tegen VfB Stuttgart. Zijn ploeggenoten en hij verloren alsnog (2–1). Mittelstädt maakte van 2019 tot 2022 zeven trainerswissels mee bij Hertha zonder dat dat heel veel invloed op zijn speeltijd. Dat deed het aantreden va coach Sandro Schwarz in juni 2022 wel. Hij zat vanaf dat moment vaker op de bank dan dat hij speelde. Hertha degradeerde aan het eind van seizoen 2022/23 naar de 2. Bundesliga. In totaal speelde Mittelstädt 157 wedstrijden voor Hertha, waarin hij goed was voor vier goals en negentien assists.

### VfB Stuttgart
Mittelstädt daalde niet mee af. Hij tekende in plaats daarvan voor drie jaar bij VfB Stuttgart, dat zich in het voorgaande seizoen wel nipt redde in de Bundesliga. Hij maakte op 25 augustus tegen RB Leipzig zij debuut voor Stuttgart. Op 3 februari 2024 scoorde Mittelstädt zijn eerste doelpunt voor Stuttgart in een 3-1 overwinning op SC Freiburg. Samen met Mittelstädt was Stuttgart de verrassing van het seizoen. Het eindigde als tweede in de Bundesliga achter kampioen Bayer Leverkusen en voor Bayern München. 

## Clubstatistieken
| Seizoen        | Club           | Competitie     | Competitie | Competitie | Beker | Beker | Europees | Europees | Totaal | Totaal |
| Seizoen        | Club           | Competitie     | Wed.       | Dlp.       | Wed.  | Dlp.  | Wed.     | Dlp.     | Wed.   | Dlp.   |
| -------------- | -------------- | -------------- | ---------- | ---------- | ----- | ----- | -------- | -------- | ------ | ------ |
| 2015/16        | Hertha BSC     | Bundesliga     | 3          | 0          | 0     | 0     | –        | –        | 3      | 0      |
| 2016/17        | Hertha BSC     | Bundesliga     | 12         | 0          | 1     | 0     | –        | –        | 13     | 0      |
| 2017/18        | Hertha BSC     | Bundesliga     | 11         | 0          | 0     | 0     | 3        | 0        | 14     | 0      |
| 2018/19        | Hertha BSC     | Bundesliga     | 25         | 1          | 3     | 2     | –        | –        | 28     | 3      |
| 2019/20        | Hertha BSC     | Bundesliga     | 26         | 1          | 2     | 0     | –        | –        | 28     | 1      |
| 2020/21        | Hertha BSC     | Bundesliga     | 27         | 0          | 1     | 0     | –        | –        | 28     | 0      |
| 2021/22        | Hertha BSC     | Bundesliga     | 24         | 0          | 1     | 0     | 1        | 0        | 26     | 0      |
| 2022/23        | Hertha BSC     | Bundesliga     | 17         | 0          | 0     | 0     | –        | –        | 25     | 4      |
| 2023/24        | VfB Stuttgart  | Bundesliga     | 31         | 2          | 3     | 0     | –        | –        | 34     | 2      |
| Carrièretotaal | Carrièretotaal | Carrièretotaal | 176        | 4          | 11    | 2     | 4        | 0        | 191    | 6      |

## Interlandcarrière
Mittelstädt kwam uit voor alle Duitse nationale jeugdelftallen vanaf Duitsland –18. Hij maakte deel uit van Duitsland –19 op het EK –19 van 2016, van Duitsland –20 op het WK –20 van 2017 en van Duitsland –21 op het EK –21 van 2019. Zijn ploeggenoten en hij haalden op het laatstgenoemde toernooi de finale, maar Mittelstädt speelde zelf alleen de halve finale. Mittelstädt debuteerde op 23 maart 2024 in het eerste elftal van Duitsland met een basisplek in een met 0–2 gewonnen oefeninterland tegen Frankrijk. Drie dagen later maakte hij zijn eerste interlanddoelpunt, waarmee hij bijdroeg aan een 2–1 overwinning in een oefeninterland tegen Nederland. Hij werd op 8 juni 2024 door bondscoach Julian Nagelsmann opgenomen in de Duitse selectie voor het EK 2024 in eigen land. Duitsland werd groepswinnaar in een groep met Schotland, Hongarije en Zwitserland en won in de achtste finales van Denemarken (2–0), maar werd in de kwartfinales na een verlenging uitgeschakeld door Spanje (2–1). Mittelstädt kwam op het toernooi enkel tegen Denemarken niet in actie.